# Anne L'Huillier
Pour les articles homonymes, voir L'Huillier.
Anne L'Huillier, née le 16 août 1958 à Paris, est une physicienne franco-suédoise et professeure de physique atomique à l'université de Lund en Suède. Elle est colauréate du prix Nobel de physique 2023, pour ses contributions à la science attoseconde aux côtés du Français Pierre Agostini et du Hongrois Ferenc Krausz.

## Carrière
Entrée à l'ENS de Fontenay-aux-Roses en 1977 et agrégée de mathématiques en 1980, elle prépare son doctorat au Service des photons, atomes et molécules au centre CEA de Saclay. Elle soutient en 1986 une thèse d'État intitulée Ionisation multiphotonique et multiélectronique à l'université Pierre-et-Marie-Curie et obtient un poste permanent au CEA la même année. Par la suite, elle effectue des contrats de recherche (postdocs) à l'École polytechnique Chalmers à Göteborg en 1986, à l'université de Californie du Sud à Los Angeles en 1988 et au laboratoire national Lawrence Livermore en 1993. En 1995, elle devient professeure associée à l'université de Lund, puis professeure de physique atomique en 1997, « une des meilleures décisions » de sa carrière.
Ses recherches sont consacrées à la mise au point de lasers attosecondes par la production d'harmoniques d'ordre élevé dans un gaz. Leurs applications révolutionnent l'étude de la matière, en particulier en physique atomique.
En 2011, elle reçoit le prix L'Oréal-Unesco pour les femmes et la science pour ses travaux sur le développement d'un « appareil photo » d'une extrême rapidité pouvant enregistrer les mouvements des électrons en une attoseconde (un milliardième de milliardième de seconde).
En 2023, elle est la deuxième femme française (après Marie Curie en 1903) et la cinquième depuis sa création en 1901, à obtenir le prix Nobel de physique,,,.

## Distinctions

### Académicienne
- Membre de l'Académie royale des sciences de Suède en physique depuis 2004 ;
  - Membre du comité Nobel de physique en 2010 ;
- Membre de l'Académie royale des sciences de l'ingénieur de Suède en 2012 ;
- Membre étranger de l'Académie nationale des sciences des États-Unis depuis 2018[12] ;
- Membre associé étranger de l'Académie des sciences depuis 2022[13] ;

### Prix
- Prix L'Oréal-Unesco pour les femmes et la science en 2011[8] ;
- Médaille Blaise Pascal de l'Académie européenne des sciences en physique en 2013 ;
- Zeiss Research Award en 2013[7] ;
- Prix Max Born décerné par l'Optical Society en 2021[14] ;
- Prix Wolf de physique décerné à Anne L'Huillier, Paul Corkum et Ferenc Krausz « pour leurs contributions pionnières à la science des lasers ultra-rapides et à la physique attoseconde » en 2022[15] ;
- Prix Nobel de physique décerné à Anne L'Huillier, Pierre Agostini et Ferenc Krausz en 2023[9].

### Doctoratshonoris causa
- Docteur honoris causa de l'université Pierre-et-Marie-Curie en 2013[7] ;
- Docteur honoris causa de l'université d'Iéna en 2015[16] ;
- Docteur honoris causa de l'université Paris-Saclay en 2023[17] ;
- Docteur honoris causa de l'université de Bordeaux en 2024[18].

### Décorations
- Commandeure de la Légion d'honneur en 2023[19] (chevalière en 2011[20], officière en 2022[21])
- Commandeur première classe de l'ordre royal de l'Étoile polaire (Suède)[22]

## Publications
- (en) M. Ferray, A. L'Huillier, X. F. Li, L. A. Lompre, G. Mainfray et C. Manus, « Multiple-harmonic conversion of 1064 nm radiation in rare gases », J. Phys. B: At. Mol. Opt. Phys, vol. 21, no 3,‎ 1988, p. L31 (DOI 10.1088/0953-4075/21/3/001, Bibcode 1988JPhB...21L..31F)

### Bases de données et dictionnaires
- (en) Site officiel
- Ressources relatives à la recherche :   - Dimensions
  - Google Scholar
  - ORCID
  - ResearchGate
  - Scopus
- Notices dans des dictionnaires ou encyclopédies généralistes :   - Britannica
  - Den Store Danske Encyklopædi
  - Nationalencyklopedin
  - Munzinger
- Notices d'autorité :   - VIAF
  - ISNI
  - BnF (données)
  - IdRef
  - LCCN
  - GND
  - Italie
  - CiNii
  - Israël
  - Norvège
  - WorldCat